# Traisental Schnellstraße
Die Traisental Schnellstraße S34 ist eine geplante Schnellstraße in Niederösterreich. Sie soll von St. Pölten über den Knoten Schwadorf mit der West Autobahn A1 nach Wilhelmsburg verlaufen, um eine leistungsfähige Anbindung des oberen Traisentales an die Landeshauptstadt zu ermöglichen und die Mariazeller Straße B20 zu entlasten. Das Projekt wird seit einer Evaluation durch das Bundesministerium für Klimaschutz, Umwelt, Energie, Mobilität, Innovation und Technologie im Jahr 2021 nicht weiter verfolgt.
Im Anschluss an die S34 ist die B334 Traisental Straße (Umfahrung Wilhelmsburg) bis Traisen geplant.

## Trassenvarianten
Für die S34 waren zwei mögliche Trassen in Planung.
Die seit den Planungsanfängen bekannte Osttrasse sollte vom bestehenden Knoten St. Pölten als Verlängerung der Kremser Schnellstraße S33 über Brunn bei Pyhra und die Traisen nach Wörth bei St. Georgen und von dort weiter bis zur Anschlussstelle nördlich von Wilhelmsburg führen.
Anfang September 2007 wurde die Westtrasse als weitere Variante vorgestellt. Diese beginnt westlich von St. Pölten an der Wiener Straße B1 und führt über einen neuen Knoten mit der A1 bei Schwadorf sowie westlich an St. Georgen und Völtendorf vorbei nach Wilhelmsburg.
Im Mai 2008 wurde die Entscheidung zur Durchführung der Westtrasse bekannt gegeben. Diese bietet Vorteile im Hochwasser- und Lärmschutz und betrifft weniger Anwohner, ermöglicht jedoch keine direkte Durchbindung von der S33 auf die S34.

## Projektziele
- Verbesserung der Erreichbarkeit des niederösterreichischen Zentralraumes und der Landeshauptstadt St. Pölten sowie der A1 in Richtung Wien bzw. Linz aus dem Süden
- Verbesserung der Verkehrsbelastung entlang der B20 (Mariazeller Straße)
- Erhöhung der Verkehrssicherheit und Senkung der Unfallhäufigkeiten (auf der B20 ist aufgrund der hohen Verkehrsdichte eine hohe Unfallhäufigkeit zu beobachten)

## Projektstatus
Die S 34 Traisental Schnellstraße ist im Bundesstraßengesetz vorgesehen.
Seit 1974 wurden verschiedenste Varianten und Trassen für eine hochwertige Straße im Traisental erarbeitet. Derzeit wird ein Vorprojekt durch die ASFINAG erarbeitet, das nach Fertigstellung dem Bundesministerium für Verkehr, Innovation und Technologie zur Genehmigung vorgelegt wird.
Im Anschluss daran sind unter anderem das Einreichprojekt, die Umweltverträglichkeitsprüfung sowie die Grundeinlösen durchzuführen.
Im November 2010 wurde bekannt, dass vorerst nur die Spange von der B1 (St. Pölten-West) zur B39 (Völtendorf), inklusive einer Verbindungsspange von Völtendorf zur B20 (Spratzern) errichtet wird. Geplanter Baubeginn war 2014, die geplante Fertigstellung 2016.
Im Juli 2014 wurde dieser Zeitplan aktualisiert. Der erste Bauabschnitt, von der B1 / Anschlussstelle St.Pölten/Hafing bis zur geplanten L5181/Anschlussstelle Hart, sollte von 2017 bis 2019 errichtet werden. Der zweite Abschnitt, von Hart bis zur Anschlussstelle Wilhelmsburg Nord, sollte in den Jahren 2020 bis 2022 verwirklicht werden. Der Baubeginn verzögert sich aufgrund von Einsprüchen von Bürgerinitiativen sowie der Verschiebung der Umweltverträglichkeitsprüfung und findet laut dem Projektleiter der ASFINAG nicht vor 2022 statt. Im April 2021 erteilte das Bundesverwaltungsgericht grünes Licht für den Bau und wies alle Beschwerden ab. Der positive UVP-Bescheid muss zuvor aber teilweise abgeändert werden. Der Baubeginn ist frühestens 2023[veraltet] vorgesehen.
Ende Juni 2021 wurde von Klima- und Verkehrsministerin Leonore Gewessler angekündigt, die Traisental-Schnellstraße S 34 auf deren Klimaverträglichkeit zu überprüfen. Die Neubewertung selbst soll jedenfalls mit Augenmerk auf die Klimaziele erfolgen und im Herbst 2021 abgeschlossen sein. Am 1. Dezember wurde als Ergebnis der Evaluation bekanntgegeben, dass das Projekt in der geplanten Form nicht weiterverfolgt wird, jedoch gemeinsam mit dem Land Niederösterreich rasch bessere Alternativen erarbeitet werden sollen.

## Kritik
Im Zuge der Trassenfindung wurde von der Gemeinde Wilhelmsburg eine Stellungnahme des Verkehrsexperten Hermann Knoflacher, Zivilingenieur für Bauwesen, in Auftrag gegeben, die folgendes Fazit ergibt:

„Die B334 wurde seinerzeit in das Gesetz aufgenommen, ohne dass offensichtlich die notwendigen planerischen Sachgrundlagen dafür bestanden haben. Das vorgelegte Projekt der B334, das den Abschnitt von der A1 bis knapp vor Wilhelmsburg vorsieht, lässt sich daher weder verkehrstechnisch noch wirtschaftlich begründen. Es widerspricht den derzeit gültigen nationalen und internationalen gesetzlichen Auflagen und Vorschriften. Die Widersprüche zur Alpenkonvention, zum Niederösterreichischen Raumordnungsgesetz, zur Verfassungsbestimmung, sparsamer Verwendung der Geldmittel sowie zum Aktienrecht (da die ASFINAG die Kosten übernehmen soll) sind eklatant und können – wie die Analysen ergeben haben – sachlich auf dem heutigen Stand des Wissens nicht ausgeräumt werden, sondern werden durch die Fakten untermauert. Eine Realisierung unter diesen Bedingungen scheint daher in einem Rechtsstaat, in dem die beschlossenen Gesetze sachlich fundiert, interpretiert und umgesetzt werden, nicht möglich. Unter anderem ist dies dadurch zu begründen, dass die verkehrsplanerisch und verkehrstechnisch entscheidende und wichtigste Stelle im Zuge der B20, der Abschnitt im Bereich der Gemeinde Wilhelmsburg, nicht nur nicht gelöst, sondern – falls dieses Projekt realisiert würde – zusätzlich massiv verschlechtert wird.“